# Stephanie Hauschild
Stephanie Hauschild (* 1967) ist eine deutsche Kunsthistorikerin und Sachbuchautorin.

## Leben
Stephanie Hauschild studierte Kunstgeschichte in Gießen, Freiburg im Breisgau und Edinburgh. 1998 wurde sie an der Universität Freiburg promoviert. Anschließend war sie Volontärin an der Hamburger Kunsthalle.
Sie arbeitete als wissenschaftliche Mitarbeiterin am Germanischen Nationalmuseum in Nürnberg, an der Deutschen Akademie für Sprache und Dichtung und an der Galerie der Schader-Stiftung in Darmstadt. Sie lebt heute als freiberufliche Kunsthistorikerin und Autorin in Darmstadt.

## Veröffentlichungen (Auswahl)
Als Autorin
- Schatten – Farbe – Licht. Die Porträts von Elisabeth Vigée Le Brun. Dissertation, Universität Freiburg im Breisgau 1998 (Digitalisat).
- Meister Bertram – der Petri-Altar. Hamburger Kunsthalle, Hamburg 2002, ISBN 3-922909-65-5.
- Die sinnlichen Gärten des Albertus Magnus. Jan Thorbecke Verlag, Ostfildern 2005, ISBN 978-3-7995-3518-2.
- Mönche, Maler, Miniaturen. Jan Thorbecke Verlag, Ostfildern 2005, ISBN 3-7995-0148-7.
- Das Paradies auf Erden. Jan Thorbecke Verlag, Ostfildern 2007, ISBN 978-3-7995-3530-4.
- Maler, Modelle, Mäzene. Jan Thorbecke Verlag, Ostfildern 2008, ISBN 978-3-7995-0811-7.
- Rosenträumerei. Jan Thorbecke Verlag, Ostfildern 2008, ISBN 978-3-7995-3539-7.
- Der Zauber von Klostergärten. Die guten Seiten des Landlebens. KRAL Verlag, Berndorf 2014, ISBN 978-3-99024-692-4.
- Skriptorium. wbg Philipp von Zabern in Wissenschaftliche Buchgesellschaft, Darmstadt 2014, ISBN 978-3-8053-4697-9.
- Wer kauft Liebesgötter? Der Faltfächer als Souvenir im Museum Angewandte Kunst in Frankfurt am Main. Kunstgewerbeverein, Frankfurt 2015 (Digitalisat mit Kurzlebenslauf).
- Eine Blumenmalerin sollt’ ich sein! Jan Thorbecke Verlag, Ostfildern 2016, ISBN 978-3-7995-1088-2.
- Akanthus und Zitronen. wbg Verlag, Darmstadt 2017, ISBN 978-3-8053-5096-9.
- Summer Queen & Maiden Blush. Jan Thorbecke Verlag, Ostfildern 2019, ISBN 978-3-7995-1417-0.
- Stefan Lochner. Greven Verlag, Köln 2021, ISBN 978-3-7743-0935-7.
- Historische Küchengärten im Rheinland. Greven Verlag Köln 2024, ISBN 978-3-7743-0975-3.

Als Mitautorin
- mit Klaus-D. Pohl (Redaktion): Die fremde Landschaft. Schader-Stiftung, Darmstadt, 2007, ISBN 978-3-932736-20-9.
- mit Martina Sitt: Der Petri-Altar des Meister Bertram. ConferencePoint Verlag, Hamburg 2008, ISBN 978-3-936406-19-1.
- mit Renate Kroll (Hrsg.): Künstlerinnen schreiben. Dietrich Reimer Verlag, Berlin 2017, ISBN 978-3-496-01582-6.

| Personendaten    | Personendaten                                  |
| ---------------- | ---------------------------------------------- |
| NAME             | Hauschild, Stephanie                           |
| KURZBESCHREIBUNG | deutsche Kunsthistorikerin und Sachbuchautorin |
| GEBURTSDATUM     | 1967                                           |